# リージョンスコーネ
レギーオーンスコーネ (Region Skåne)はスコーネ県の公衆衛生と医療、福祉、教育、交通を主に担当するランスティングである。リージョン議会(regionfullmäktige)の定数は149名。会派は中央の議会に議席を持っている8政党で構成されている。第一党で48議席を占める穏健党が自由党、キリスト教民主党、中央党、それに緑の党と連立与党を構成している。
リージョン議会の決定を実行する機関として執行委員会（委員は議員間の互選）が設けられている。